# U.S. Route 33
U.S. Route 33 (också kallad U.S. Highway 33 eller med förkortningen  US 33) är en amerikansk landsväg. Den går ifrån Richmond i väster/söder till Elkhart i norr och har en längd på 1 141 km.

## Större städer
- Richmond, Virginia
- Harrisonburg, Virginia
- Athens, Ohio
- Lancaster, Ohio
- Columbus, Ohio
- Dublin, Ohio
- Fort Wayne, Indiana